# Axiomas de probabilidad
Los axiomas de probabilidad son las condiciones mínimas que deben verificarse para que una función definida sobre un conjunto de sucesos determine consistentemente sus probabilidades. Fueron formulados por Andréi Kolmogórov en 1933.

## Axiomas de Kolmogórov
Sea {\displaystyle \Omega } un espacio muestral y {\displaystyle {\mathcal {A}}} una σ-álgebra de subconjuntos de {\displaystyle \Omega }.
| Una función {\displaystyle P:{\mathcal {A}}\longrightarrow \mathbb {R} } es una función de probabilidad sobre {\displaystyle (\Omega ,{\mathcal {A}})} si se cumplen los siguientes axiomas: A1) La probabilidad de cualquier suceso {\displaystyle S} es no negativa: {\displaystyle P(S)\geq 0\quad \forall S\in {\mathcal {A}}}. A2) La probabilidad del suceso seguro es igual a uno: {\displaystyle P(\Omega )=1}. A3) Si {\displaystyle \{S_{n}\}_{n\in \mathbb {N} }\subseteq {\mathcal {A}}} son sucesos mutuamente excluyentes, es decir, {\displaystyle S_{i}\cap S_{j}=\emptyset \quad \forall i\neq j}, entonces: {\displaystyle P\left(\bigcup _{n=1}^{\infty }{S_{n}}\right)=\sum _{n=1}^{\infty }{P(S_{n})}}. |

A la terna {\displaystyle (\Omega ,{\mathcal {A}},P)} se la denomina espacio de probabilidad, esto es, un espacio de sucesos (espacio muestral) en el que se han definido los posibles sucesos a considerar (la σ-álgebra de sucesos) y la probabilidad de cada suceso (la función de probabilidad).

## Propiedades que se deducen de los axiomas
De los axiomas anteriores se coligen inmediatamente otras proposiciones de la probabilidad:
1. {\displaystyle P(\emptyset )=0} (donde el conjunto vacío {\displaystyle \emptyset } representa en probabilidad el suceso imposible).
2. Para cualquier suceso, {\displaystyle P(S)\leq 1}.
3. {\displaystyle P(\Omega \setminus S)=1-P(S)}.
4. Si {\displaystyle A\subseteq B}, entonces {\displaystyle P(A)\leq P(B)}.
5. {\displaystyle P(A\setminus B)=P(A)-P(A\cap B)}
6. {\displaystyle P(A\cup B)=P(A)+P(B)-P(A\cap B)}.
7. {\displaystyle P\left(\bigcup _{i=1}^{n}{S_{i}}\right)=\sum _{i=1}^{n}{P(S_{i})}-\sum _{i_{1}<i_{2}}^{n}{P(S_{i_{1}}\cap S_{i_{2}})}+\sum _{i_{1}<i_{2}<i_{3}}^{n}{P(S_{i_{1}}\cap S_{i_{2}}\cap S_{i_{3}})}-...+(-1)^{n}P\left(\bigcap _{i=1}^{n}{S_{i}}\right)}.
8. {\displaystyle P\left(\bigcup _{i=1}^{n}{S_{i}}\right)\leq \sum _{i=1}^{n}{P(S_{i})}}.
9. {\displaystyle P\left(\bigcap _{i=1}^{n}{S_{i}}\right)\geq 1-\sum _{i=1}^{n}{P(\Omega \setminus S_{i})}}

## Ejemplos
Tomamos como espacio muestral los posibles resultados al arrojar un dado {\displaystyle \Omega =\left\{1,2,3,4,5,6\right\}}. Tomaremos como σ-álgebra {\displaystyle {\mathcal {P}}(\Omega )} y como función de probabilidad {\displaystyle P(S)={\frac {\#S}{6}}\quad \forall S\in {\mathcal {P}}(\Omega )}, donde {\displaystyle \#S} representa el número de elementos del conjunto {\displaystyle S}. 

Es fácil comprobar que esta función verifica los tres axiomas de Kolmogórov:
A1) {\displaystyle P(S)={\frac {\#S}{6}}\geq 0}, puesto que es el cociente de dos números positivos.
A2) {\displaystyle P(\Omega )=P\left(\left\{1,2,3,4,5,6\right\}\right)={\frac {\#\left\{1,2,3,4,5,6\right\}}{6}}={\frac {6}{6}}=1}
A3) Si tenemos {\displaystyle S_{1},S_{2},...,S_{n}\in {\mathcal {P}}(\Omega )} tales que {\displaystyle S_{i}\cap S_{j}=\emptyset \quad \forall i\neq j}, entonces:{\displaystyle \#\left(\bigcup _{i=1}^{n}{S_{i}}\right)=\sum _{i=1}^{n}{\#S_{i}}\Longrightarrow P\left(\bigcup _{i=1}^{n}{S_{i}}\right)=\sum _{i=1}^{n}{P(S_{i})}}.
Por tanto, {\displaystyle P} es una función de probabilidad sobre {\displaystyle (\Omega ,{\mathcal {P}}(\Omega ))}.